# لارا
لارا هي ولاية في فنزويلا، عاصمتها باركيسيميتو، تبلغ مساحتها 19٬800 كيلومتر مربع.

## الموقع
تشترك في الحدود مع:
- زوليا
- كويديس
- ولاية بورتوغيزا
- ياراكوي
- ولاية فالكون
- تروخيو.

## أعلام
- خيسوس بيريز
- لويس ديفيد مارتينيز
- إدغار كاسيريس
- بيدرو غوتيريز